# Good Times, Bad Times/Communication Breakdown
Good Times, Bad Times/Communication Breakdown è il primo singolo discografico dei Led Zeppelin, pubblicato il 10 marzo 1969.

## Storia
Good Times, Bad Times
Il chitarrista Jimmy Page ha usato per la canzone Good Times, Bad Times un amplificatore Leslie, normalmente usato per gli organi Hammond, per ottenere l'effetto particolare che caratterizza il riff principale. Eric Clapton fa uso dello stesso effetto nella canzone "Badge" dei Cream.
Page ha inoltre piazzato vari microfoni nello studio per registrare anche i suoni ambientali durante l'incisione.
Questo pezzo è stato suonato raramente nelle esibizioni live. In alcuni concerti del 1969 fu suonato come introduzione per Communication Breakdown; compare anche nel medley di Communication Breakdown suonato a Los Angeles il 4 settembre 1970 (può essere ascoltato nel bootleg Live on Blueberry Hill), e in alcuni medley di Whole Lotta Love nel 1971. La canzone è stata scelta dalla band come apertura della scaletta al concerto (noto anche come Celebration Day, dal titolo dell'omonimo film concerto) tenuto il 10 dicembre 2007 alla O2 Arena di Londra.
La band Cracker ha registrato una versione di "Good Times, Bad Times" per Encomium: A Tribute to Led Zeppelin, album tributo del 1995. Il gruppo heavy metal dei Nuclear Assault ha reinterpretato il brano per l'album Survive del 1988. La band Godsmack ha inciso ancora un'altra versione della canzone per il suo album Good Times, Bad Times.... 10 Years of Godsmack.
Communication Breakdown
Il brano compare anche nel primo album del gruppo, Led Zeppelin, dello stesso anno.

## Tracce
1. Good times, Bad times [3] – 2:43 (Jimmy Page, John Paul Jones, John Bonham)
2. Communication Breakdown – 2:26 (Jimmy Page, John Paul Jones, John Bonham)

## Formazione

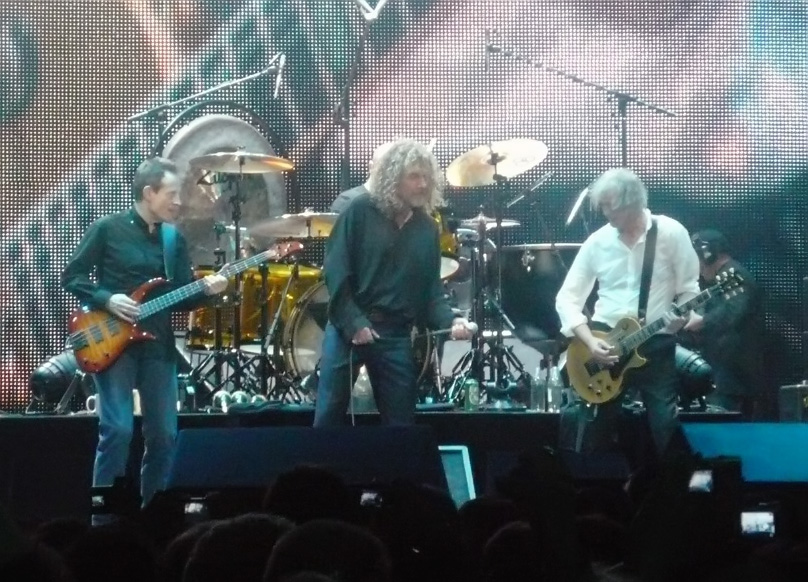
I Led Zeppelin nel 2007 durante il concerto Celebration Day

- Robert Plant - voce
- James Patrick Page - chitarra
- John Paul Jones - basso
- John Bonham - batteria